# Акшат (Актюбинская область)
Акшат (каз. Ақшат) — бывшее село в Актюбинской области Казахстана. Находилось в подчинении городской администрации Актобе. В 2018 году стало жилым массивом города Актобе в составе Алматинского административного района. Входило в состав Благодарного сельского округа. Код КАТО — 151031180.

## Население
В 1999 году население села составляло 395 человек (208 мужчин и 187 женщин). По данным переписи 2009 года, в селе проживало 418 человек (219 мужчин и 199 женщин).